# Aylburton
Aylburton é uma paróquia e aldeia de Forest of Dean, no condado de Gloucestershire, na Inglaterra. De acordo com o Censo de 2011, tinha 711 habitantes. Tem uma área de 7,81 km².